# النسر المزدوج رأس الحرية
عملة النسر المزدوج رأس الحرية أو النسر المزدوج ذو التاج هي عُملة ذهبية أمريكية بقيمة عشرين دولارًا سُكت كعُملة نمطية في عام 1849، للتداول التجاري من عام 1850 إلى عام 1907. صُمم مِن قِبل النقاش الرئيسي في دار سك العملة الأمريكية جيمس ب. لونجاكر.
أكبر فئة مِن العُملات المعدنية الأمريكية المسموح بها بموجب قانون دار السك لعام 1792 هي النسر، أو القطعة بقيمة عشرة دولارات. إن الكمية الكبيرة من السبائك الذهبية التي جُلبت إلى الشرق بعد اكتشاف الذهب في كاليفورنيا في أربعينيات القرن التاسع عشر دَفعت الكونغرس إلى النظر في فئات جديدة من العُملات الذهبية. كانت النتيجة الدولار الذهبي و النسر المزدوج. بعد صراعات داخلية كبيرة في دار سك النقود في فيلادلفيا، صمم كبير النقاشين جيمس ب. لونجاكر النسر المزدوج، بدأ إصداره للتجارة في عام 1850. مِن المعروف إن هناك نسرًا مزدوجًا واحدًا فقط من عام 1849 لا يزال موجودًا وهو موجود في المجموعة الوطنية للعملات في معهد سميثسونيان.
حققت العُملة المعدنية نجاحًا فوريًا، استخدمها التجار والبنوك في التجارة. و سُكت حتى استبدلت بالنسر المزدوج لسانت جودنز في عام 1907، صُهر العديد منها عندما سحب الرئيس فرانكلين ديلانو روزفلت العملات الذهبية من العامة في عام 1933. إرسل ملايين النسور المزدوجة إلى الخارج في معاملات دولية طوال مسيرتها لإذابتها أو وضعها في خزائن البنوك. أعيد الآن العديد من هذه القطع إلى أوطانها لتلبية الطلب من جانب هواة الجمع وأولئك الذين يرغبون في الاحتفاظ بالذهب.

## بداية
بموجب قانون سك العُملة لعام 1792، كانت العُملة ذات القيمة الأكبر هي النسر الذهبي، أو القطعة النقدية بقيمة عشرة دولارات. كما ضُرب نصف نسر (5 دولارات) وربع نسر (2.50 دولار). تتدفق السبائك الذهبية خارج الولايات المتحدة لأسباب اقتصادية طوال معظم أواخر القرن الثامن عشر وأوائل القرن التاسع عشر. كان حجم النسر مناسبًا للاستخدام في المعاملات الدولية، في مواجهة احتمال تصدير معظم العُملات المسكوكة، أنهى مدير دار سك العملة إلياس بودينوت إنتاجه في عام 1804. في عام 1838، استؤنفت عملية سك العُملات الذهبية الأمريكية بعد أن قام الكونغرس بمراجعة وزن ودقة العُملات الذهبية الأمريكية. نُقش النسر الجديد وفقًا لتصميم كريستيان جوبريخت، الذي كان أحد النقاشين في دار سك العُملة.
في عام 1836، اقترحت صحيفة، هي صحيفة في فيلادلفيا، إصدار دولار ذهبي وقطعة نقدية بقيمة عشرين دولارًا؛ كتبوا عن الأخيرة: "عشرون [دولارًا فضيًا] هي عبء في جيب... إذا كان لنا أن نستخدم عُملات معدنية أكبر، فلنجعلها من الذهب. فإلى جانب النسر، الذي يبلغ حجمه نصف الدولار، نوصي باستخدام النسر المزدوج، الذي [سيكون] بحجم دولارنا الفضي، [و] يحتوي على قيمة عشرين دولارًا. رأى آخرون الحاجة إلى عُملة ذهبية أمريكية كبيرة لاستخدامها في المعاملات الدولية- كان التجار الأمريكيون يستخدمون أحيانًا عُملات ذهبية أمريكية لاتينية عالية القيمة لهذا الغرض.
لم يُنظر في اقتراح عُملة ذهبية من فئة عشرين دولارًا حتى بعد اكتشاف الذهب في كاليفورنيا، الذي بدأ في عام 1848، وزاد بشكل كبير من كمية المعدن المتاحة في الولايات المتحدة. أدى زيادة إمدادات الذهب إلى جعل العُملات الفضية أكثر قيمة من قيمتها الاسمية، و صُدرت بكثافة، مما ولد دعمًا جديدًا من أجل عُملة ذهبية لتحل محلها في التجارة. كما جعلت كمية الذهب الكبيرة فئة أكبر من العُملات مرغوبة أيضًا، من أجل تحويل الذهب إلى عُملات بشكل أكثر كفاءة. في يناير 1849، عدل عضو الكونغرس من ولاية كارولينا الشمالية، جيمس آيفر مكاي، التشريع الذي قدمه سابقًا من أجل عُملة ذهبية، ليشمل أيضًا عُملة "النسر المزدوج" (النسخة الكبيرة من العُملة الذهبية). كتب إلى مدير دار السك العُملة روبرت م. باترسون، الذي رد قائلاً: "لا يوجد اعتراض آخر على عُملة النسر المزود إلا أنها غير ضرورية. ستكون عملة جميلة، بين نصف الدولار والدولار من حيث الحجم."

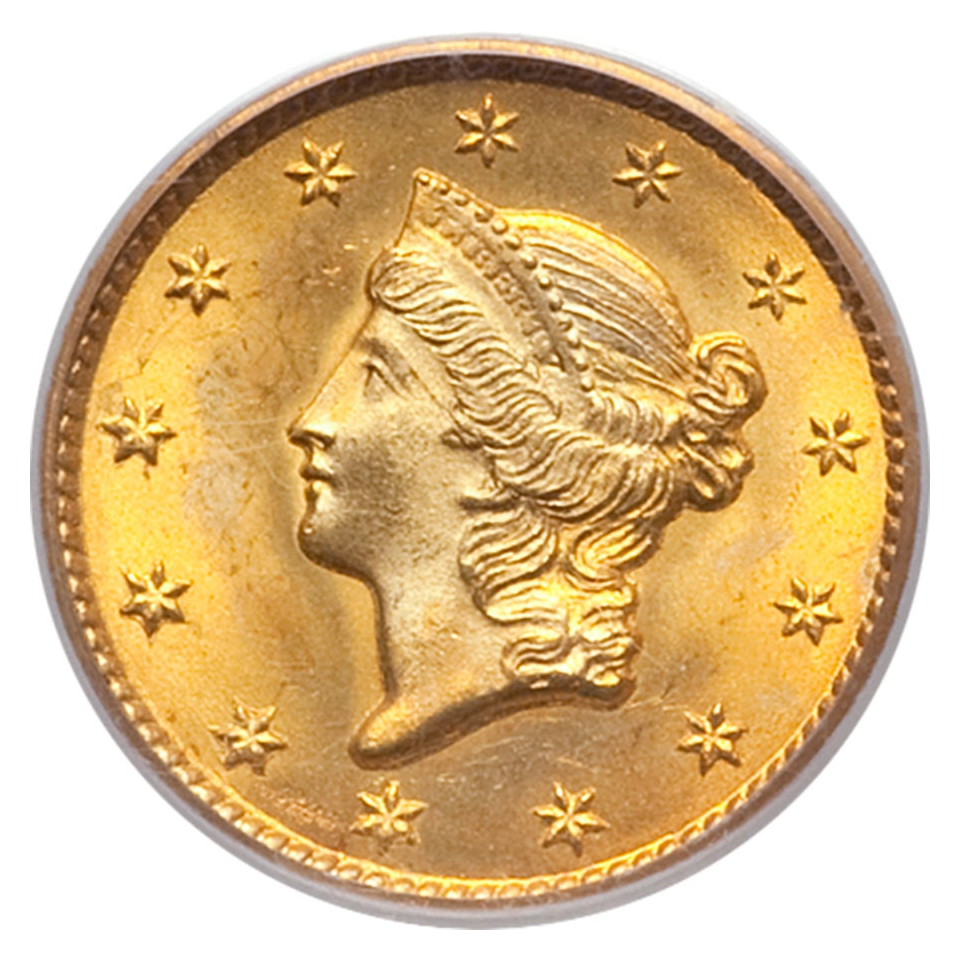
إن تصميم لونجاكر للوجه الأمامي من النوع الأول من الدولار الذهبي مطابق تقريبًا لتصميمه للنسر المزدوج الذي يحمل شعار الحرية، ويفتقر فقط إلى سنة الإصدار، والتي تظهر على الوجه الخلفي بدلاً من ذلك.

بسبب قلقه مِن معارضة حزب الأحرار المحتملة لمشروع قانون العُملة، طلب ماكاي مِن زميله الديمقراطي، عضو مجلس الشيوخ عن نيو هامبشاير تشارلز أثيرتون، تقديم مشروع القانون إلى مجلس الشيوخ في الأول من فبراير عام 1849- كان أثيرتون رئيس لجنة المالية في مجلس الشيوخ. قَدم ماكاي نسخة من مشروع القانون إلى مجلس النواب في 20 فبراير/شباط؛ بدأ النِقاش في نفس اليوم. هوجم الدولار على أساس أنه سيكون صغيراً للغاية؛ والنسر المزدوج زعم أنه يتعرض لتآكل شديد في التداول، سيصبح خفيف الوزن. لم يستجب ماكاي بشكل جوهري، لكنه ذكر إنه إذا لم يرغب أحد في الحصول على هذه الفئات، فلن تُطلب في دار سك العُملة، ولن تُسك. تحدث ممثل ولاية بنسلفانيا جوزيف إنجرسول، وهو من حزب اليمين، ضد مشروع القانون، مشيرًا إلى أن باترسون عارض الفئات الجديدة. صرح إنجرسول إن قطعة العشرين دولارًا سوف "تتضاعف إلى حجم ضخم لا مثيل له". مع ذلك، فقد مُرر مشروع القانون الذي ينص على إصدار الدولار الذهبي و النسر المزدوج في كلا المجلسين بأغلبية كبيرة، وُقع عليه كقانون من قبل الرئيس جيمس ك. بولك في 3 مارس 1849. وفقًا لخبير العُملات ديفيد لانج، "كان النسر المزدوج عُملة مصرفية تهدف إلى تبسيط تحويلات المبالغ الكبيرة بين المؤسسات المالية وبين الدول".

## تحضير
أدى القانون الذي يجيز الدولار الذهبي والنسر المزدوج إلى نشوب صراع في دار سك العُملة في فيلادلفيا. كان الضباط هناك، بمن فيهم كبير ضباط العُملة فرانكلين بيل، مِن أصدقاء وأقارب المدير باترسون. والغريب بينهم هو كبير النقاشين جيمس ب. لونجاكر، خليفة جوبريخت (الذي توفي عام 1844). كان لونجاكر، هو نقاش سابق على ألواح النحاس، عُين من خلال النفوذ السياسي للسيناتور جون سي كالهون من ولاية كارولينا الجنوبية. كان باترسون يكره كالهون، وأصبح لونجاكر منعزلاً في دار السك. نُفذت مُعظم واجبات بيل الرسمية من قِبل سلفه، آدم إيكفيلدت، الذي استمر في القيام بعمل كبير صاغة العُملات على الرغم من تقاعده. أمضى بيل وقت فراغه الناتج عن ذلك في إدارة شركة ميداليات خاصة، كان يأخذ عمولات من الجمهور ويستخدم مرافق الحكومة، بما في ذلك مخرطة الصور الملوثة. كانت هذه الآلة، التي استُخدمت في عمل بيل للميداليات، مطلوبة لتقليص نماذج التصميمات الجديدة إلى أحجام صغيرة يمكن من خلالها صنع قوالب العمل. طالما لم تكن هناك حاجة إلى تصميمات عُملات معدنية جديدة، يمكن إعادة إنتاج القوالب ميكانيكيًا، دون استخدام جهاز كونتامين. على الرغم من أنها كانت تابعة لِقسمه، إلا أن لونجاكر لم يستخدم مخرطة كونتامين كثيرًا حتى أمر الكونغرس بضرب العُملتين الجديدتين.
عندما بدأ لونجاكر العمل على العُملات المعدنية الجديدة في أوائل عام 1849، لم يكن لديه مساعدون. أنهى عملهُ على الدولار الذهبي أولاً، راغبًا في إظهار قُدرته على إنشاء تصميم للعُملة المعدنية. في شهر مايو/أيار، طلب من باترسون تعيين نقاش آخر لمساعدته. رفض المخرج، ورغب فقط في التعاقد مع جهة خارجية للقيام بأعمال النقش. كان غير مرضٍ بالنسبة إلى لونجاكر، الذي كان مسؤولاً بموجب القانون عن التنفيذ السليم لقوالب العُملات، لم يكن بإمكانه الإشراف على العمل الخارجي.
بينما كان لونجاكر يعمل على تصميم النسر المزدوج، وفقًا لخبير العُملات والتر برين، "بدأ بيل، بموافقة ضمنية من باترسون، في مضايقته". أعد لونجاكر نموذجًا كبيرًا للعُملة الجديدة من الشمع وأُمر بإعطائه إلى بيل لاستخدامه في تحضير جلفانو معدني، الذي يمكن استخدامه في المخرطة. فشلت العملية، و دُمر نموذج لونجاكر. صنع لونجاكر قالبًا من نموذجه من الجبس، وكان قادرًا على استخدامه في الآلة. كان لا بد من تقوية القالب الفولاذي الناتج في قسم بيل؛ وكما قال لونجاكر، "لقد انقسم للأسف أثناء العملية". وفقًا للمؤرخ المتخصص في علم العُملات دون تاكساي، "يبدو أن اعتماد بيل لعملية لا تُستخدم عادةً في دار سك العُملة، إلى جانب إخفاقاتها الكارثية، أكثر من مجرد مصادفة".
قام لونجاكر بِمحاولة ثالثة لإنشاء قالب. أعاقته ليس فقط المعارضة المستمرة مِن جانب بيل، لكن الإضاءة السيئة والأبخرة الضارة التي اخترقت مكتبهُ في دار سك العُملة في فيلادلفيا. قام صديق، النقاش النيويوركي تشارلز كوشينج رايت، بترتيب مُساعدة بيتر ف. كروس للونجاكر في صُنع المحاور والقوالب. صنع كروس القالب الأمامي الأول في شهري نوفمبر وديسمبر من عام 1849 بتوجيه من لونجاكر، قام النقاش الرئيسي بصُنع القالب الخلفي. في 22 ديسمبر/كانون الأول 1849، كتب باترسون إلى وزير الخزانة ويليام م. ميريديث لِيبلغه بأن القوالب قد اكتملت. أرفق نسرًا مزدوجًا، وطلب من ميريديث، إذا وافق على القطعة، أن يرسل كلمة في أسرع وقت ممكن للسماح بسك كمية كبيرة من النسور المزدوجة لعام 1849. قَبل أن يتمكن أحد من تلقي أي رد، اعترض بيل في 24 ديسمبر/كانون الأول، واشتكى من إن نقش رأس الحرية كان مرتفعًا للغاية لدرجة أن القطع التي ضُربت باستخدام الآلات التي تعمل بالبخار في دار سك العُملة في فيلادلفيا لم تتمكن من إبراز التصميم بالكامل- سُكت العُملة المُرسلة إلى ميريديث على مكبس ميداليات يدويًا. بالإضافة إلى ذلك، زعم بيل أن الرأس بارزًا للغاية لِدرجة أن العُملات المعدنية لم تكن لتتكدس. أرسل باترسون رسالة بيل إلى ميريديث في 25 ديسمبر، مشيرًا إلى أن هذا يعني أنه سيكون هناك تأخير طويل.
أكمل لونجاكر قوالب النقش السفلي في حوالي 12 يناير/كانون الثاني 1850. لم يختبر بيل هذه العُملات لمدة أسبوعين؛ وعندما فعل، رفضها، قائلاً إن رأس الحرية يعارض النسر على الجانب الخلفي، مما يجعل من الصعب تقديم التصميم الكامل. أوضح أن لونجاكر سيضطر إلى تحريك موضع الرأس. أثار هذا الأمر غضب لونجاكر، وناشد المدير باترسون، الذي لم يتخذ أي إجراء، في أوائل الشهر التالي جاء لزيارة لونجاكر في مكتبه. وأخبر النقاش أن إدارة تايلور (التي تولت السلطة في مارس/آذار 1849) قررت إقالة لونجاكر، وحثه على إرسال استقالته في أسرع وقت ممكن. ولم يقدم لونجاكر استقالته بل ذهب إلى واشنطن لمقابلة الوزير ميريديث. ووجد أن باترسون كذب على ميريديث بشأن عدد من الأمور. على سبيل المثال، عندما أخرج لونجاكر نسرًا مزدوجًا جديدًا من جيبه، أعرب ميريديث عن دهشتهُ، معتقدًا أن القالب الذي صُنع منه كان مكسورًا. احتفظ لونجاكر بوظيفته.
وفقًا لمؤلف علم العُملات Q. David Bowers، انتهت آخر مجموعة من القوالب الخاصة بلونجكر في فبراير/شباط 1850، وقُبلت. ومع ذلك، ذكر برين أن أول عُملات إنتاجية ظهرت في حوالي 26 يناير 1850. من المعروف أن هناك نسرًا مزدوجًا واحدًا فقط من عام 1849 لا يزال موجودًا؛ وهو يشكل جزءًا من المجموعة الوطنية للعُملات المعدنية التابعة لمؤسسة سميثسونيان. العينة المرسلة إلى ميريديث غير معروفة، يُقال إنها كانت مملوكة في الخمسينيات من القرن العشرين لتاجر العُملات ويليام ك. ناجي، الذي يُفترض أن شريكه التجاري السابق جون دبليو هاسلتين حصل عليها من ملكية ميريديث. وزعم ناجي أنه باع العُملة المعدنية إلى أحد هواة جمع العُملات الخاصة. سُكت قطعة واحدة من النحاس المذهب تعود إلى عام 1849 لصالح الصيدلي وعالم العُملات روبرت كولتون ديفيس من فيلادلفيا، والذي كانت تربطه علاقات وثيقة بالدار. وموقعها غير معروف أيضًا.

## تصميم
يصور الوجه الأمامي رأس الحرية على الطراز اليوناني الروماني، متجهًا إلى اليسار، وشعرها مسحوبًا للخلف- وفقًا لعلم العُملات جيف جاريت ورون جوث، "بشكل جذاب"- في كعكة. بعض شعرها ينزل إلى مؤخرة رقبتها. ترتدي تاجًا مكتوبًا عليه "الحرية"، يحيط بها ثلاثة عشر نجمة، تمثل الولايات الأصلية، وسنة الإصدار. يحتوي الوجه الخلفي على نسر شعاري يحمل شريطًا مزدوجًا مكتوبًا عليه "E Pluribus Unum". يُعد الشريط المزدوج إشارة من لونجاكر إلى تسمية القطعة التي كان يصممها. التصميم عبارة عن نسخة مختلفة من الختم العظيم للولايات المتحدة؛ حيث يحمي النسر درعًا يمثل الأمة، يحمل غصن زيتون وسهامًا. فوق الطائر، وضع لونجاكر مرة أخرى ثلاثة عشر نجمة، مرتبة على شكل هالة، مع قوس من الأشعة.
تظهر الأحرف الأولى من اسم لونجاكر، JBL، على الجزء المقطوع من الرأس. كان الدولار الذهبي و العشرون دولارًا أول عُملات فدرالية أمريكية تظهر عليها الأحرف الأولى من اسم المصمم- على الدولار الذهبي، استخدم الحرف "L" فقط. كانت تصميمات لونجاكر للنسر المزدوج والدولار الذهبي من النوع الأول (1849-1854) متشابهة.
لم يَعجب مؤرخ الفن كورنيليوس فيرمول النسر المزدوج وغيره من عُملات لونجاكر التي تُصور الحرية، وصفها بأنها روتينية. لقد وجد أن الوجه الخلفي "يحتوي على بعض النقاط الجديرة بالثناء من الصور الشعارية" شَبه هذا الوجه مِن العُملة بـ "الصفحة الأولى لِكتيب وطني". أعادت صحيفة ديلي ألتا كاليفورنيا في مايو 1850 نشر مقال من صحيفة شرقية لم تذكر اسمها، التي قالت عن المقال الجديد، "لا يمكننا أن نقول إننا معجبون به... [النسر الموجود على الوجه الخلفي] غير مُكتمل التشكيل، ومشوه ببعض البقع المجاورة المخصصة للإشراق على ما نفترض، التي تجعل كل شيء مشوشًا". اقترحت مجلة "جورنال أوف كوميرس"، وهي دورية نيويوركية، استبدال القطعة بأخرى تُظهر جورج واشنطن على أحد الجانبين، وعلى الجانب الآخر "نسر وسيم يبرز وكأنه لا يخجل من نفسهُ". اقترحت صحيفة بوسطن إيفينينج ترانسكريبت أن على سلطات دار سك العُملة "التوقف عن إصدار هذه العُملة البالية للغاية. يبدو أن مدير دار سك العُملة يفتقر تمامًا إلى الذوق للسماح بمثل هذهِ العينة". صرح باورز، في كتابته في عام 2004، إنه على الرغم مِن رد الفعل السلبي المعاصر، فإن تصميم النسر المزدوج أصبح الآن شائعًا جدًا بين هواة الجمع.

## إنتاج

### النوع الأول (1850–1866)
سرعان ما أصبح النسر المزدوج العُملة الذهبية الأكثر شعبية من حيث عدد القطع المضروبة. خلال عمر الفئة، من عام 1850 إلى عام 1933، سُكت كمية من الذهب في عُملات النسر المزدوجة أكثر بكثير من كل الفئات الأخرى مجتمعة. من بين جميع العُملات الذهبية التي ضُربت منذ بداية سك العُملات الذهبية للتداول في عام 1795 وحتى نهايتها في عام 1933، كان ما يقرب من نصف العُملات المعدنية التي ضُربت عبارة عن نسور مزدوجة، ولكن 78% من الذهب المستخدم ضُرب إلى قطع بقيمة عشرين دولارًا. وفقًا لباورز، فإن النسر المزدوج "يُمثل الطريقة الأكثر كفاءة لسك كمية معينة من سبائك الذهب في شكل عُملة معدنية".
بدأ الإنتاج المنتظم للنسر المزدوج بِضرب ما يزيد قليلاً على مليون قطعة في فيلادلفيا في عام 1850، و 141000 قطعة في دار سك العُملة في نيو أورليانز في ذلك العام. ضُربت النسور المزدوجة في نيو أورليانز كل عام من عام 1850 إلى عام 1861، بشكل عام بكميات صغيرة. في السنوات الأولى لعُملة النسر المزدوج رأس الحرية، عندما لم يكن هناك دار سك في أقصى الغرب، قُدم بعض ذهب كاليفورنيا هناك لسك العُملة على شكل نسر مزدوج. بمجرد افتتاح دار سك العُملة في سان فرانسيسكو عام 1854، كانت عمليات سك النقود في نيو أورليانز خفيفة، حيث كان معظم الذهب المتراكم محليًا فقط، لم يكن هناك الكثير منه. استمرت دار سك النقود في فيلادلفيا في تلقي قدر كبير من ذهب كاليفورنيا. بعد انفصال لويزيانا عن الاتحاد في عام 1861، ضُربت بعض النسور المزدوجة من نيو أورليانز في ذلك العام، على الرغم من أنها تحمل التصميمات القياسية، تحت سلطة ولاية لويزيانا، وفي وقت لاحق، الكونفدرالية. أُغلقت تلك الدار، وأُعيد افتتاحها في عام 1879. كانت فروع دار سك النقود في شارلوت ودالونيجا، ولتي أغلقت أيضًا مع الحرب الأهلية، محدودة المرافق الخاصة بسك العُملات، ولم تُضرب أي فئة أعلى من نصف نسر.
حدث نقص في العُملات الذهبية في كاليفورنيا والغرب الأقصى في أوائل خمسينيات القرن التاسع عشر؛ ورفضت السلطات الفيدرالية قبول غبار الذهب لدفع الرسوم الجمركية، سرعان ما تدخل أصحاب العُملات الخاصة لسد الفجوة. واقترح عضو مجلس الشيوخ عن ولاية كاليفورنيا ويليام جوين تشريعًا لإنشاء مكاتب تحليل في كاليفورنيا وإصدار عُملات ذهبية عالية القيمة تصل إلى 10 آلاف دولار. على الرغم من رفض معظم مقترحاته، فقد انشأ مكتب للتحليل في سان فرانسيسكو. ومع ذلك، اجتاحت كاليفورنيا موجتان من الذعر المرتبط بالمال، وفي عام 1852، أنشأ الكونغرس دار سك العُملة في سان فرانسيسكو. سُكت أول عُملة نسر مزدوج هناك في 3 أبريل/نيسان 1854؛ وسُكت بحالة جيدة، هي الآن جزءً من المجموعة الوطنية للعُملات المعدنية. سُك ما يزيد قليلاً عن نصف العُملات المعدنية ذات النسر المزدوج التي ضُربت بين عامي 1850 و 1933 في سان فرانسيسكو.
أُخذت العديد من النسور المزدوجة عالية الجودة من طراز سان فرانسيسكو من النوع الأول المعروفة اليوم من حطام السفن، حيث كانت قد استقرت هناك لأكثر من قرن من الزمان. شملت هذه السفن سفينة إس إس بروذر جوناثان، سفينة إس إس، و سفينة إس إس يانكي بليد. غرقت آلاف من النسور المزدوجة التي تعود إلى عام 1857 والتي ضربت سان فرانسيسكو (1857-S) مع سفينة أمريكا الوسطى عندما غرقت قِبالة الساحل الشرقي للولايات المتحدة في سبتمبر/أيلول من ذلك العام، كما غرق نحو 435 شخصًا، بما في ذلك الكابتن ويليام هيرندون. انقذت الشحنة بداية من ثمانينيات القرن العشرين؛ وبمجرد تسوية الدعاوى القضائية بشأن ملكيتها، سوقت القطع للعامة. غرقت السفينة البخارية الفاخرة "الأخ جوناثان" في يوليو 1865 أثناء توجهها من سان فرانسيسكو شمالاً إلى بورتلاند، ولم ينجُ من الحطام سوى عدد قليل من الأشخاص. انقذ الآلاف من عُملات النسر المزدوجة والعُملات المعدنية الأخرى الموجودة على متن السفينة بداية من عام 1996، بمجرد انتهاء التقاضي، طُرح العديد من عُملات النسر المزدوجة في السوق.

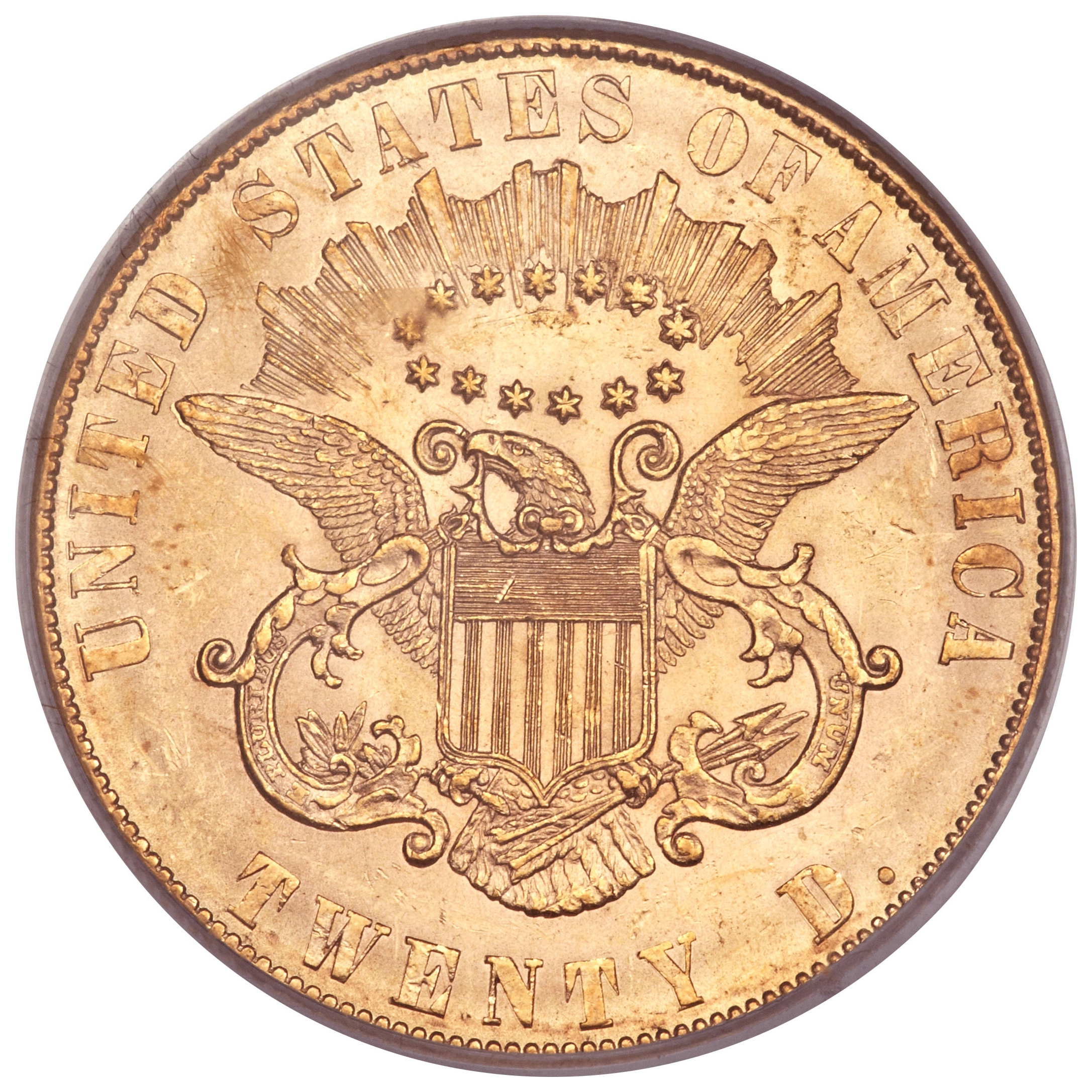
الوجه الخلفي لباكيه 1861

كانت كلمة "حرية" على النسور المزدوجة بين عامي 1850 و 1858 تُكتب في الأصل "LLBERTY" بواسطة لونجاكر، الذي حول الحرف L الثاني إلى حرف I؛ و هذا يمكن رؤيته تحت التكبير. في عام 1860، أكمل المساعد النقاش أنتوني سي باكيت مراجعة الوجه الخلفي للعُملة، مع حروف أطول وأضيق. بعد أن بدأ الإنتاج في أوائل عام 1861 في فيلادلفيا و سان فرانسيسكو، لوحظ أن التصميم يفتقر إلى حافة عالية بما يكفي لحماية التصميم من التآكل، عادت الدار إلى الجانب الخلفي القديم. لم يُصهر سوى عدد قليل من عينات فيلادلفيا، ولكن بحلول الوقت الذي وصلت فيه الكلمة إلى سان فرانسيسكو لوقف الإنتاج، كانت دار السك الغربية قد أصدرت 20 ألف قطعة. بيعت عينة من فيلادلفيا في مزاد بمبلغ 1,610,000 دولار في أغسطس 2006، محققة رقمًا قياسيًا لسلسلة النسر المزدوج رأس الحرية. في فبراير/شباط 2013، اكتشف نسر مزدوج من عام 1866-S بدون شعار في Saddle Ridge Hoard في Gold Country على المنحدر الغربي لسلسلة جبال سييرا نيفادا في كاليفورنيا. سُكت عدد صغير جدًا من العُملات المعدنية ذات الرأسين المزدوجين مِن سلسلة رأس الحرية للبيع للعامة، بدءًا من عام 1858، في فيلادلفيا؛ لاحظ برين، "قِلة مِن هواة الجمع كانوا قادرين على تحمل تكلفتها حتى ذلك الحين".

### النوع الثاني (1866–1876)
في ظل الحرب الداخلية التي كانت تشهدها البلاد، تلقى وزير الخزانة سالمون ب. تشيس في نوفمبر/تشرين الثاني 1861 اقتراحاً يقضي بوضع تعبير عن الإيمان بالله على العُملات الأمريكية. وبعد دراسة العديد من الصيغ المختلفة، وضعت عبارة "نحن نثق في الله" على القطعة النقدية الجديدة بقيمة سنتين في عام 1864. قانون 3 مارس/أذار 1865، الذي سمح بقطعة الثلاثة سنتات المصنوعة من النحاس والنيكل، كان يتطلب أيضًا ظهور الشعار على جميع العُملات المعدنية الكبيرة بما يكفي لتحمله. بموجب هذا التكليف، بدأت لونجاكر في إعادة نقش الفئات المختلفة من العُملات الأمريكية. في عام 1866، أضاف عبارة "نحن نثق في الله" إلى جميع العُملات التي لم تكن تحملها بالفعل، باستثناء القطع الأصغر قطرًا من النيكل، وهي العُملة التي بدأ سكها في ذلك العام. استَخدمت دار سك العُملة في سان فرانسيسكو بقايا قوالب النسر المزدوج العكسي من عام 1865 قَبل التحول في عام 1866.
قام لونجاكر بالإضافة المطلوبة إلى النسر المزدوج عن طريق توسيع دائرة النجوم على الجانب الخلفي قليلاً، ووضع الشعار داخلها. اغتنم الفرصة لإجراء تغييرات أخرى على النسر المزدوج. اعطى الدرع الموجود على الجانب الخلفي جوانب روكوكو؛ في السابق كانت مستقيمة. وضيفت ورقة تاسعة إلى غصن الزيتون، و غُير شكل الأوراق. جُعلت نهايات المخطوطة أصغر حجمًا وأكثر تفصيلاً- في المخطوطة الموجودة على الجانب الأيسر، تلامس النهايات الأحرف "ibus" في "Pluribus" بشكل أقل من ذي قبل. وكانت أجنحة النسر وريش ذيله ممدودتين قليلاً أيضًا.
في عام 1870، افتتح دار سك العُملة في كارسون سيتي في نيفادا بناءً على إلحاح مصالح تعدين الفضة، بحيث يمكن تنقية الخام وتحويله إلى عُملة محلية. بالإضافة إلى الفضة، ضُربت من الذهب أنصاف النسور، النسور، و النسور المزدوجة. إن عُملة النسر المزدوج 1870-CC، مثل العُملات الأخرى من السنة الأولى لتشغيل تلك الدار، تعد نادرة للغاية- سُكت 3789 قطعة فقط منها. بيعت واحدة منها بمبلغ 414000 دولار في مزاد في مارس 2009. كانت عُملات النسر المزدوجة في مدينة كارسون متداولة في الغالب محليًا فقط، حيث سُكت فقط استجابة لإيداع سبائك الذهب وطلب المودع أن تُسك في قطع بقيمة عشرين دولارًا. انتجت كميات كبيرة من العُملة المعدنية في سان فرانسيسكو وتلبية احتياجات سكان كاليفورنيا وأولئك الذين يعملون في تجارة التصدير. وبما أن الذهب لم يكن متداولاً في الشرق، فقد ارسل معظم قطع فيلادلفيا في هذا العصر إلى الغرب، أو تصديرها وصَهرها.
في نوفمبر/تشرين الثاني 1872، قدم النقاش الرئيسي ويليام باربر، خليفة لونجاكر، مجموعة من الشعارات لإظهار كيفية ظُهور تأريخ العام التالي على العُملات المعدنية. ووافق عليها، ولكن في 18 يناير/كانون الثاني 1873، قدم كبير صُنَّاع العُملات أ. لودون سنودن شكوى مكتوبة، مُشيرًا إلى أن الرقم "3" في التأريخ يشبه إلى حد كبير الرقم "8". وأُمر باربر بإعادة سك العُمله؛ أثر هذا القرار على مُعظم فئات العُملات المعدنية الأمريكية. الاختلافات بين "المغلقة 3" و "المفتوحة 3" على النسر المزدوج صغيرة. أحد الفروق هو أنه في الإصدار 3 المغلق، يكون المقبضان الموجودان على "3" متساويين في الحجم؛ أما في الإصدار 3 المفتوح، يكون المقبض العلوي أصغر إلى حد ما. جميع إصدارات كارسون سيتي ومعظم سان فرانسيسكو من ذلك العام مغلقة 3.

### النوع الثالث (1877–1907)

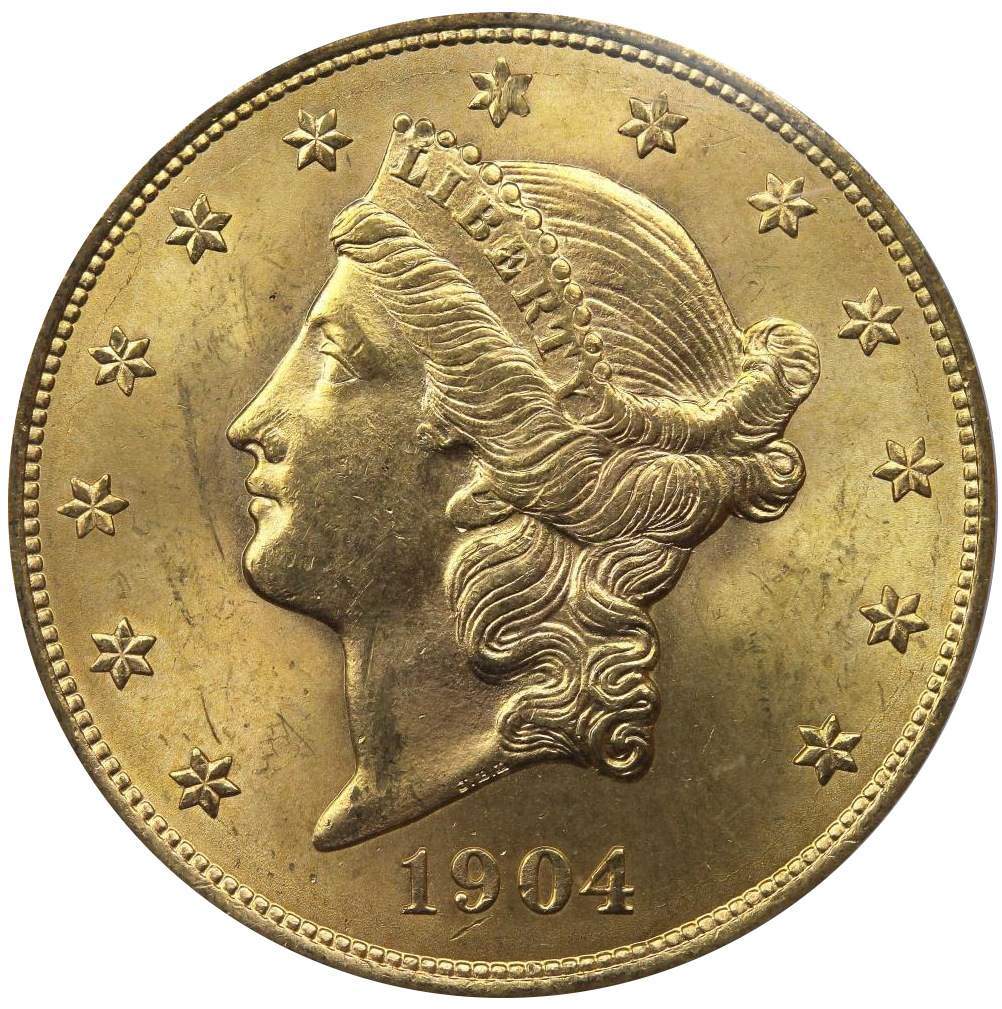
وجه نسر مزدوج من عام 1904. تركت تعديلات ويليام باربر مساحة أكبر للتاريخ.

في عام 1876، قام ويليام باربر بِتعديل الوجه الخلفي للنسر المزدوج، مما أدى إلى ظُهور عبارة "نحن نثق في الله" بشكل أكثر جرأة. الصنفان معروفان باسم نوعي "الشعار الثقيل" و "الشعار الخفيف". أجرى تغييرات أكثر شمولاً لإنتاج العام التالي. قام بِقطع رَقبة الحرية بزاوية أكثر حِدة للسماح بمساحة أكبر للتأريخ، والذي ثُقب في القوالب يدويًا. في النسخة الأصلية للونغاكري، كان طرف تاج الحرية قريبًا جدًا من النجم السابع في اتجاه عقارب الساعة من التأريخ؛ وبدءًا من عام 1877، كان يُشير بين النجمين السادس و السابع. جرى تغيير أكثر وضوحًا على الجانب الخلفي، حيث تهجئة الفئة، التي كانت تُعرف سابقًا باسم "Twenty D."، على أنها "Twenty Dollars". كُبرت عبارة "E Pluribus Unum" الموجودة على الشريط الذي يحمله النسر. خَلقت القوالب الجديدة صعوبات في البداية في دار سك العُملة، وقام باربر بإجراء تعديلات طفيفة على التصميم خلال الأشهر القليلة الأولى من الإنتاج.
ضُرب العديد من النسور المزدوجة في سان فرانسيسكو بين عامي 1877 و 1883. ابتداءً من عام 1881، قُلصت عملية سك العُملات المعدنية ذات النسر المزدوج في فيلادلفيا بشكل حاد. على مدى السنوات السبع 1881-1887، صُنع 4,521 عُملة فقط في تلك الدار للتداول، ولم يُسك أي منها في أعوام 1882، 1883، و 1887. ضُربت سنويًا في فيلادلفيا: 1883 (ضرب 92)، 1884 (71) و1887 (121) هي نادرة جدًا. إن ضرب 2325 قطعة نقدية في نيو أورليانز عام 1879، وهو الإضراب الوحيد الذي حدث هناك بعد الحرب، أمر غير مبررــ اقترح برين أن المشرف المحلي على دار السك ربما كان يتوقع الطلب على هذهِ الفئة. كانت النسور المزدوجة غير مرغوبة في التجارة في الجنوب، كما كانت النسور كذلك. ارسل ملايين النسور المزدوجة إلى أوروبا كدفعة في المعاملات الدولية بدءًا من ثمانينيات القرن التاسع عشر، غالبًا في أكياس قماشية تحتوي على 250 قطعة نقدية، بإجمالي 5000 دولار لكل كيس.

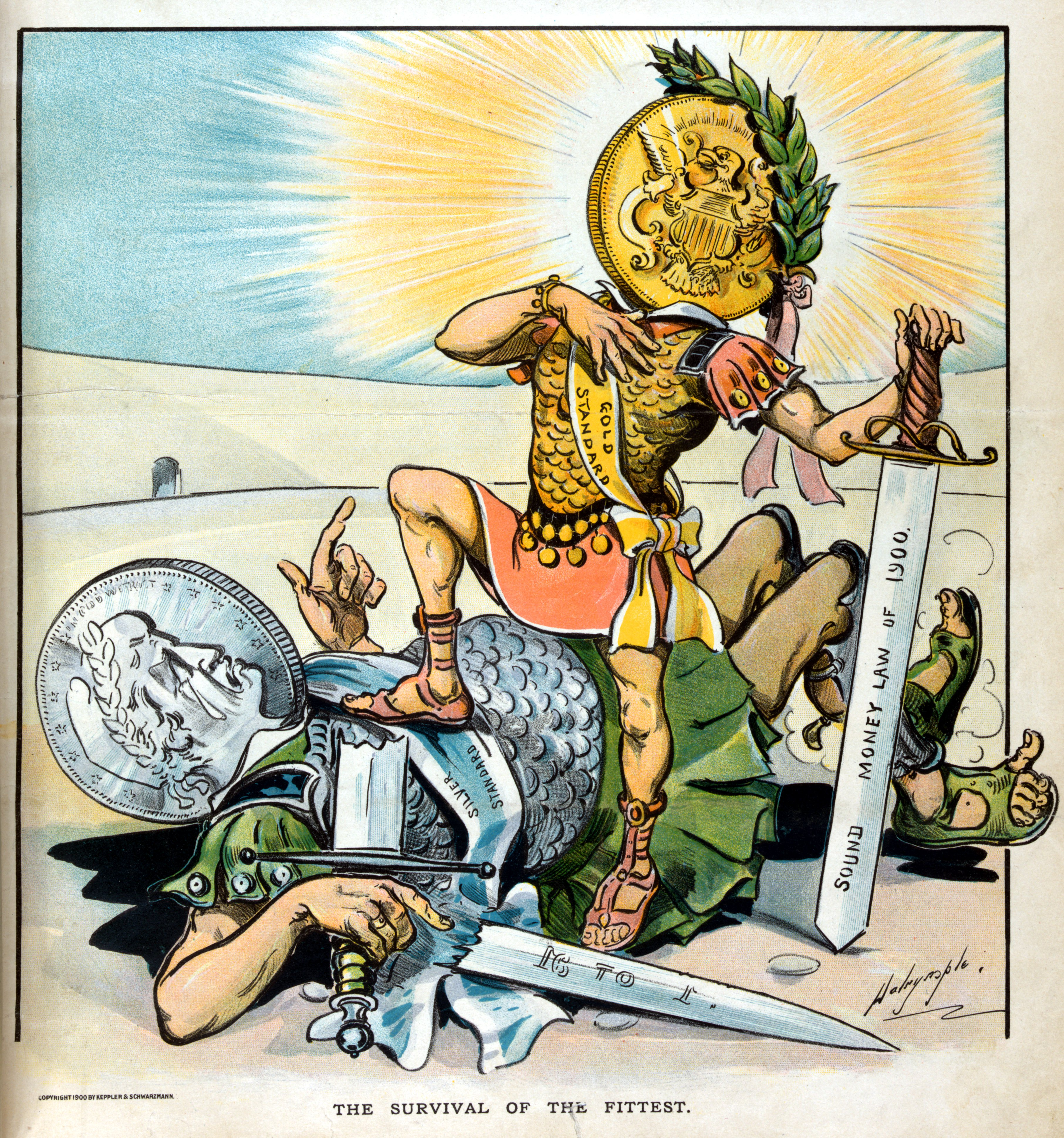
يظهر رسم كاريكاتوري من مجلة Puck يعود تاريخه إلى عام 1900 المعيار الذهبي، ممثلاً بالنسر المزدوج، منتصراً على المعيار الفضي.

في عام 1900، قام خليفة ويليام باربر في منصب كبير النقاشين، ابنه تشارلز إي. باربر، بتعديل التصميم قليلاً؛ وتُشير التعديلات الأخرى على العُملات الأمريكية في ذلك الوقت إلى أنه على الأرجح فَعل ذلك كجزء مِن خطة لإعادة نقش جميع الفئات. كان التغيير الأكثر أهمية الذي قام بهِ تشارلز باربر هو تنعيم الجزء الخلفي من رقبة النسر. في عام 1904، سَجلت دار السك أرقامًا قياسية لإنتاج النسور المزدوجة: 6,256,699 في فيلادلفيا، و 5,134,175 في سان فرانسيسكو- أعلى مستويات السلسلة لتلك الدور. كان الإنتاج الأعلى الوحيد للنسور المزدوجة بعد انتهاء سلسلة رأس الحرية هو الرقم 8,816,000 من فيلادلفيا في عام 1928.
أدى اكتشاف الذهب في كريبل كريك، كولورادو، في عام 1891 إلى اندفاع الذهب هناك. كان توافر الذهب بشكل أكبر في كولورادو أحد الأسباب التي أدت إلى ترخيص دار سك العُملة في دنفر في عام 1904- حيث افتتح في عام 1906. سُك حوالي اثني عشر نسخة تجريبية لتقديمها لكبار الشخصيات عند افتتاح إنتاج النسور المزدوجة في دنفر في 4 أبريل 1906.

### الاستبدال
في عام 1904، الرئيس ثيودور روزفلت اشتكى إلى وزير الخزانة, ليزلي إم شو، حول التصاميم على العُملة الأمريكية، واستفسر عما إذا كان النحات مثل صديق الرئيس, أوغسطس سان جودان، يُمكن التعاقد لتوفير تصاميم جميلة ومحدثة.
في العام التالي، وظِفيت دار سك العُملة سانت جودنز لإنشاء تصميمات جديدة للقطع الذهبية الأربع التي كانت تُسك آنذاك، بالإضافة إلى السنت. تسببت مهام أخرى في تأخيره، مع تفاقم مرضه بالسرطان الذي من شأنه أن يقتله، تباطأ عمله. اعترض النقاش الرئيسي باربر مرارًا وتكرارًا على التصميم الذي قدمه سانت جودنز أخيرًا، والذي يَظهر الحرية وهي تتجول عبر نتوء صخري، على أساس أن تضاريسه كانت مرتفعة للغاية. بعد وفاة سانت جودنز في 3 أغسطس 1907، أنتج باربر نسخته الخاصة ذات النقش المنخفض من عُملة سانت جودنز. بدأ إنتاجها في أواخر عام 1907، ودخلت التجارة في ديسمبر من ذلك العام- مما أدى إلى وضع نهاية لسلسلة النسر المزدوج رأس الحرية.

## جمع
أذيبت كميات كبيرة من النسور المزدوجة في ثلاثينيات القرن العشرين من قِبل الحكومة بعد استدعائها في عهد الرئيس فرانكلين د. روزفلت. على الرغم من أن العديد من العُملات المعدنية المزدوجة التي صُدرت بكميات كبيرة في أواخر القرن التاسع عشر و أوائل القرن العشرين قد صُهرت- حيث تُشير السجلات إلى أن معظم العُملات المعدنية المرسلة إلى المملكة المتحدة اعيد سكها إلى عملات ذهبية- إلا أن الملايين منها ظلت في البنوك. عُثر على كميات كبيرة من النسور المزدوجة في خزائن البنوك الأوروبية بداية من أربعينيات القرن العشرين، وعُرضت في سوق العُملات. بيع العديد من عُملات النسر المزدوجة ذات الدرجة المنخفضة والعادية من نوع رأس الحرية كاستثمارات، وقُيمت بناءً على محتواها من السبائك. استعيدت عُملات النسر المزدوجة من النوع الأول من حطام السفن، مما أدى إلى جلب العديد من العينات المبكرة عالية الجودة إلى السوق، مع زيادة الطلب العام على "عملات الكنز" الرومانسية.
في القرن التاسع عشر، لم يكن تُجمع النسور المزدوجة إلا قليلاً. لم يعتبر علماء العُملات بعد أن العُملات التي تحمل علامة الدار مميزة عن تلك التي لا تحمل علامة الدار. حتى العُملات المعدنية القياسية- والتي سكُت بالعشرات أو المئات القليلة- بيعت في السوق الثانوية بزيادة طفيفة عن القيمة الاسمية، وربما انفق الكثير منها في الأوقات الصعبة. في عام 1909، نشر الكاتب المتخصص في علم العُملات إيدغار إتش آدامز كتالوجًا للإصدارات الذهبية الأمريكية. لم يعتقد آدمز أن أي نسر مزدوج يحمل رأس الحرية يستحق أكثر من القيمة المنقوشة عليه.
بما أنه أصبح مِن الواضح في أربعينيات القرن العشرين أن سحب العُملات الذهبية في عام 1933 قد جعل العديد مِن عُملات النسر المزدوجة مِن سانت جودنز المتأخرة نادرةً بشكل غير متوقع، فقد زاد اهتمام هواة الجمع بهذه الفئة. لقد أضاف الاستيراد الضخم للعُملات المعدنية ذات النسرين المزدوجين التي احتفظ بها في الخارج بمجرد السماح للأمريكيين بامتلاك الذهب مرة أخرى في عام 1974 إلى العرض، ولكن وفقًا للكاتب والمتخصص في علم العُملات المعدنية باورز، "تتمتع هذه العُملات اليوم بشعبية واسعة، فتنة، واهتمام كبيرين لدرجة أن الأسعار القياسية التي حققتها [في مزاد مهم في عام 1949] تبدو وكأنها صفقات لا تصدق!"
هناك العديد مِن الطُرق لِجمع النسور المزدوجة رأس الحرية. قد يختار البعض، الذين يرغبون في الحصول على عدد قليل مِن القطع، قطعة واحدة مِن كل نوع مِن الأنواع الثلاثة الرئيسية، أو يبحثون عن قطع مِن دور السك الخمس التي ضَربتهم. تَحظى نسور كارسون سيتي المزدوجة بشعبية كبيرة. نظرًا لأن عمُلة 1870-CC غير متوفرة تقريبًا، قد يقتصر هواة الجمع على قطع كارسون سيتي مِن النوع الثالث (1877-1893). سيجد هواة الجمع الذين يبحثون عن عُملة واحدة مِن فئة النسر المزدوج سنويًا أن ملء إدخال عام 1886 أمرٌ مكلف، وهو العام الذي سُكت فيه العُملات من فئة النسر المزدوج في فيلادلفيا فقط، وصدرت 1000 عُملة من فئة النسر المزدوج و 106 قطعة تجريبية فقط. يسرد إصدار 2015 من دليل RS Yeoman لعُملات الولايات المتحدة العُملة المعدنية لعام 1886 في حالة جيدة جدًا (VF-20) بسعر 22500 دولار.

### فهرسة
- Bowers، Q. David (2001). The Harry W. Bass, Jr. Museum Sylloge. Dallas, TX: Harry W. Bass, Jr. Foundation. ISBN:978-0-943161-88-4.
- Bowers، Q. David (2004). A Guide Book of Double Eagle Gold Coins. Atlanta, GA: Whitman Publishing. ISBN:978-0-7948-1784-8.
- Bowers، Q. David (2006). A Guide Book of Shield and Liberty Head Nickels. Atlanta, GA: Whitman Publishing. ISBN:978-0-7948-1921-7.
- Breen، Walter (1988). Walter Breen's Complete Encyclopedia of U.S. and Colonial Coins. New York: Doubleday. ISBN:978-0-385-14207-6.
- Burdette، Roger W. (2006). Renaissance of American Coinage, 1905–1908. Great Falls, VA: Seneca Mill Press L.L.C. ISBN:978-0-9768986-1-0.
- Fuljenz، Mike (2009). Type Three Double Eagles 1877–1907. Lumberton, TX: Subterfuge Publishing. ISBN:978-0-9819488-0-5.
- Garrett، Jeff & Guth، Ron (2008). Encyclopedia of U.S. Gold Coins, 1795–1933 (ط. second). Atlanta, GA: Whitman Publishing. ISBN:978-0-7948-2254-5.
- Guth، Ron & Garrett، Jeff (2005). United States Coinage: A Study by Type. Atlanta, GA: Whitman Publishing. ISBN:978-0-7948-1782-4.
- Hobson، Walter (1971). Historic Gold Coins of the World. Garden City, NY: Doubleday and Co. ISBN:978-0-385-08137-5.
- Lange، David W. (2006). History of the United States Mint and its Coinage. Atlanta, GA: Whitman Publishing. ISBN:978-0-7948-1972-9.
- Moran، Michael F. (2008). Striking Change: The Great Artistic Collaboration of Theodore Roosevelt and Augustus Saint-Gaudens. Atlanta, GA: Whitman Publishing. ISBN:978-0-7948-2356-6.
- Snow، Richard (2009). A Guide Book of Flying Eagle and Indian Head Cents. Atlanta. GA: Whitman Publishing. ISBN:978-0-7948-2831-8.
- Taxay، Don (1983). The U.S. Mint and Coinage (ط. reprint of 1966). New York: Sanford J. Durst Numismatic Publications. ISBN:978-0-915262-68-7.
- Vermeule، Cornelius (1971). Numismatic Art in America. Cambridge, MA: The Belknap Press of Harvard University Press. ISBN:978-0-674-62840-3.
- Winter، Douglas & Crum، Adam (2002). An Insider's Guide to Collecting Type I Double Eagles. Irvine, CA: Newport Communications Group, Inc. ASIN:B000WCRDKG.
- Winter، Douglas & Fuljenz، Michael (1999) [1996]. Type Two Double Eagles 1866–1876: A Numismatic History and Analysis (ط. revised). Portland, OR: UCB/DWN. ISBN:978-0-9652413-0-4.
- Yeoman، R.S. (2014). A Guide Book of United States Coins (The Official Red Book) (ط. 68th). Atlanta, GA: Whitman Publishing. ISBN:978-0-7948-4215-4.
- "S.S. Brother Jonathan reveals treasure trove of $20 gold double eagles" (Press release). Bowers & Merena, Inc. 11 مايو 1999. مؤرشف من الأصل في 2023-11-11. اطلع عليه بتاريخ 2013-09-27.